# Guy Williams
Guy Williams, pseudonimo di Armando Joseph Catalano (New York, 14 gennaio 1924 – Buenos Aires, 30 aprile 1989), è stato un attore statunitense.
È noto per aver interpretato il ruolo di Zorro nella serie televisiva Disney Zorro (1957-1959) e quello di John Robinson nella serie televisiva fantascientifica prodotta da Irwin Allen Lost in Space (1965-1968).

## Biografia
Armando Catalano nacque a Fort George, New York. I suoi genitori, Attilio Catalano nato nel palermitano Lercara Friddi e Clara Arcara a Messina, erano italiani emigrati dalla Sicilia negli Stati Uniti. Il nonno, un ricco coltivatore di legname da costruzione di Messina, aveva donato ad Attilio dei terreni nel New Jersey. Infine Attilio si stabilì a New York e divenne un agente assicurativo. Attilio avrebbe voluto che il figlio lo affiancasse negli affari, ma il giovane Armando nutriva altri interessi per il proprio futuro.

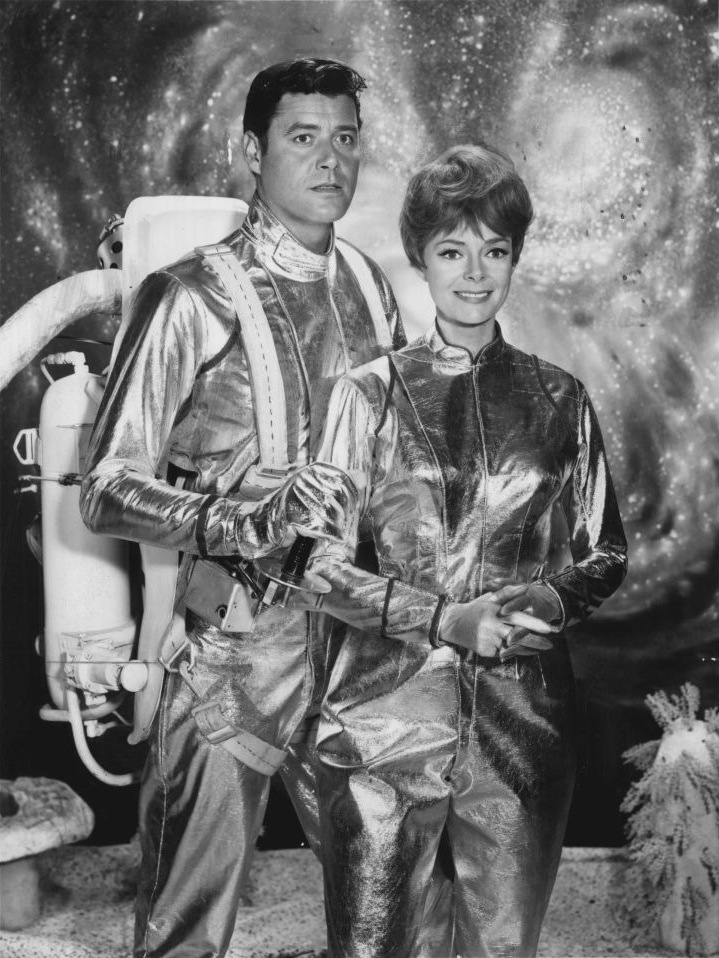
Guy Williams con June Lockhart nel 1965 in una foto promozionale per la serie tv Lost in Space

Dopo la scuola pubblica e il diploma alla George Washington High School di New York, Armando si iscrisse all'Accademia Militare di Peekskill ma abbandonò gli studi. Seppe coltivare hobby intellettuali come gli scacchi e l'astronomia, e il football americano. Incominciò la carriera come modello professionista e, durante un servizio fotografico nel 1948, incontrò la modella Janice Cooper, che divenne sua moglie e dalla quale ebbe due figli, Steve e Toni.
Guy Williams si unì alla Neighborhood Playhouse di New York che lo portò a lavorare in produzioni televisive come Studio One (1951), mentre l'anno successivo fece un provino e poi firmò per la Universal International, trascorrendo il 1953 a Hollywood dove interpretò ruoli minori in per lo più in film d'avventura o western. Scoraggiato dalla sua prima esperienza nel cinema, ritornò a New York per continuare lì a recitare ed esercitare occasionalmente la professione di modello. Nei primi mesi del 1957 ritornò a Hollywood. Questo secondo passaggio sulla costa lo condusse alla lunga carriera sul piccolo schermo nel ruolo dell'eroe spadaccino Zorro nella serie Disney.
Nel 1965 Irwin Allen lo ingaggiò per la sua serie fantascientifica Lost in Space, liberamente ispirata al romanzo del genere robinsonata Il Robinson svizzero, scritto da Johann David Wyss e pubblicato nel 1812. Nella serie televisiva, andata in onda negli USA dal 1965 al 1968 e tutt'ora inedita in italiano, Guy Williams vi interpretava il personaggio di John Robinson, a capo della missione che lo doveva portare a bordo della Jupiter 2 con la sua famiglia a colonizzare un pianeta abitabile simile alla terra nel sistema stellare di Alfa Centauri. L'astronave viene dirottata e la famiglia Robinson si trova così "perduta nello spazio", come recita il titolo della serie stessa. Alla fine di Lost in Space Guy Williams si dimostrò insoddisfatto del proprio ruolo, divenuto sempre più "eccentrico" nella seconda e terza stagione, mentre la serie si era via via concentrata sulle bizzarrie del personaggio del Dr. Smith interpretato da Jonathan Harris.
Quando si recò a Buenos Aires con Henry Calvin (il Sergente Garcia in Zorro) per presenziare a uno spettacolo di beneficenza, trovò di suo gradimento il clima cordiale e lo stile di vita rilassato argentino rispetto a quello hollywoodiano e decise di trasferirvisi. Continuò a dividere la propria esistenza fra l'Argentina e la California, ma non comparve più di fronte alla telecamera dopo l'ultimo episodio di Lost in Space, se non occasionalmente, all'interno di varietà e talk-show televisivi, in Argentina e negli Stati Uniti. Le ultime sue apparizioni risalgono infatti al 1983, quando partecipò al game-show televisivo Family Feud e al talk-show Good Morning America.
Guy Williams fu trovato morto nel suo appartamento di Buenos Aires il 6 maggio 1989, probabilmente vittima di un infarto o, secondo altre voci, della rottura di un aneurisma cerebrale, mentre si trovava in casa da solo. La sua morte venne scoperta dopo che i vicini, insospettiti per la scomparsa dell'attore, si rivolsero alla polizia, che aprì l'appartamento e trovò Williams già morto. Si presume che la morte fosse avvenuta tra il 2 e il 6 maggio. A causa della sua grande popolarità in Argentina, le sue ceneri rimasero per due anni nel cimitero della società degli attori argentini presso il Cimitero della Chacarita. Nel 1991, secondo i suoi desideri, le ceneri di Williams furono sparse sull'Oceano Pacifico a Malibù, in California.

## Filmografia

### Cinema

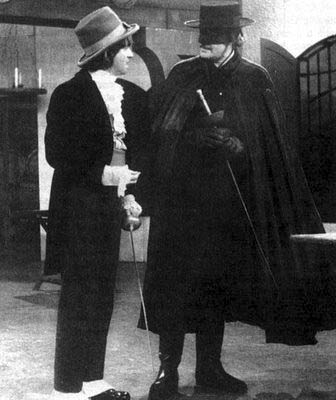
Il cabarettista Carlos Balà con Guy Williams in uno sketch per la TV Argentina (1973)

- La morte è discesa a Hiroshima (The Beginning or the End), regia di Norman Taurog (1947) (non accreditato)
- Ultimatum alla Terra (The Day the Earth Stood Still), regia di Robert Wise (1951) (non accreditato)
- Bonzo Goes to College, regia di Frederick de Cordova (1952)
- Back at the Front, regia di George Sherman (1952) (non accreditato)
- L'avventuriero della Luisiana (The Mississippi Gambler), regia di Rudolph Maté (1953)
- House Party, regia di Will Cowan - cortometraggio (1953)
- Portami in città (Take Me to Town), regia di Douglas Sirk (1953) (non accreditato)
- Desiderio di donna (All I Desire), regia di Douglas Sirk (1953) (non accreditato)
- Il traditore di Forte Alamo (The Man from the Alamo), regia di Budd Boetticher (1953)
- La spada di Damasco (The Golden Blade), regia di Nathan Juran (1953) (non accreditato)
- I sette ribelli (Seven Angry Men), regia di Charles Marquis Warren (1955)
- Sogno d'amore (Sincerely Yours), regia di Gordon Douglas (1955) (non accreditato)
- L'ultima frontiera (The Last Frontier), regia di Anthony Mann (1955) (non accreditato)
- I Was a Teenage Werewolf, regia di Gene Fowler Jr. (1957)
- La sfida di Zorro (The Sign of Zorro), regia di Lewis R. Foster e Norman Foster (1958)
- La rivincita di Zorro (Zorro, the Avenger), regia di Charles Barton (1959)
- Gala Day at Disneyland – cortometraggio (1960)
- Il principe e il povero (The Prince and the Pauper), regia di Don Chaffey (1962)
- Il tiranno di Siracusa, regia di Curtis Bernhardt (1962)
- Capitan Sinbad (Captain Sindbad), regia di Byron Haskin (1963)

### Televisione
- Studio One – serie TV, episodio 4x16 (1951)
- Mickey Rooney Show (The Mickey Rooney Show) – serie TV, episodi 1x23-1x26 (1955)
- Four Star Playhouse – serie TV, episodio 3x34 (1955)
- Damon Runyon Theater – serie TV, episodio 1x11 (1955)
- Il cavaliere solitario (The Lone Ranger) – serie TV, episodio 4x42 (1955)
- Cameo Theatre – serie TV, episodio 4x03 (1955)
- Letter to Loretta – serie TV, episodio 3x08 (1955)
- Crossroads – serie TV, episodio 2x01 (1956)
- La pattuglia della strada (Highway Patrol) – serie TV, 4 episodi (1956-1957)
- Cavalcade of America – serie TV, episodio 5x20 (1957)
- State Trooper – serie TV, episodio 1x19 (1957)
- Code 3 – serie TV, episodio 1x32 (1957)
- Men of Annapolis – serie TV, episodi 1x11-1x21-1x33 (1957-1958)
- Zorro – serie TV, 82 episodi (1957-1961) - Zorro
- Disneyland – serie TV, 8 episodi (1957-1962)
- Il sergente Preston (Sergeant Preston of the Yukon) – serie TV, episodio 3x14 (1958)
- Disneyland '59, regia di Marshall Diskin e Hamilton Luske – documentario TV (1959)
- Bonanza – serie TV, 5 episodi (1964)
- Lost in Space – serie TV, 84 episodi (1965-1968)

## Trasmissioni televisive
- The Tennessee Ernie Ford Show - varietà televisivo (1959)
- Here's Hollywood - talk-show (1961)
- You Don't Say - game-show (1966)
- Dream Girl of '67 - game-show (1967)
- Password - game-show (1967)
- Jerry Lewis MDA Labor Day Telethon - speciale TV (1973)
- Family Feud - game-show (1983)
- Good Morning America - talk-show (1983)

## Discografia

### Album
- 1958 - Four Adventures of Zorro

### Singoli
- 1958 - Zorro and the Ghost
- 1958 - Two Adventures of Zorro
- 1958 - Zorro Frees the Indians

## Riconoscimenti
- Bronx Walk of Fame
  - 2000 - Bronx Walk of Fame[6][7]
- Hollywood Walk of Fame
  - 2001 - Televisione, al 7080 di Hollywood Boulevard[8]
- Disney Legends
  - 2011 - Televisione (postumo)[9]

## Omaggi
- Nell'agosto 2003 è stata apposta in suo onore una targa all'Old Cemetery della Mission San Luis Rey de Francia di Oceanside, sede delle riprese della serie su Zorro[10].

## Doppiatori italiani
Nelle versioni in italiano delle opere in cui ha recitato, Guy Williams è stato doppiato da: 
- Massimo Turci in Desiderio di donna, I sette ribelli
- Giuseppe Rinaldi ne La sfida di Zorro, La rivincita di Zorro
- Renato Turi ne L'avventuriero della Luisiana
- Pino Locchi ne Il traditore di Forte Alamo
- Cesare Barbetti in Zorro
- Antonio Sanna in Zorro (ridoppiaggio)